# 헨리 허글 몬스터
《헨리 허글 몬스터》(Henry Hugglemonster)는 브라운백 필름(Brown Bag Films)에서 제작한 CGI 애니메이션 텔레비전 시리즈이다. 총 49화로 구성되어 있으며 2013년 2월 8일부터 2015년 11월 30일까지 디즈니 채널을 통해 방영되었다. 2005년에 출간된 니엄 샤키(Niamh Sharkey)의 책인 《나는 행복한 허글워그》(I'm Happy Hugglewug)를 원작으로 한다.

## 줄거리
으르렁 마을에 사는 몬스터들의 행복한 이야기

## 목소리 출연

### 원본판
- 헨리 - 라라 질 밀러
- 코비 - 키아라 자니
- 써머 - 하인든 월치

### 한국어판
- 헨리 - 전해리
- 코비 - 박신희
- 써머 - 김하영

## 우리말 연출
- 더빙 스튜디오 : STORM
- 믹싱 스튜디오 : STORM
- 한국어 제작 : Disney Character Voices International,Inc.
- 기획 : 텔레비전미디어코리아 (시즌1~2) → 디즈니채널코리아(유) (시즌2)